# Mademoiselle et son chauffeur
Pour plus de détails, voir Fiche technique et Distribution.
Mademoiselle et son chauffeur (titre original : Children of the Ritz) est un film américain réalisé par John Francis Dillon et sorti en 1929. Il a une bande sonore synchronisée utilisant le procédé Vitaphone, mais pas de dialogues audibles.

## Synopsis
Une jeune fille riche et gâtée tombe amoureuse d'un pauvre chauffeur. Leur situation change lorsque sa famille perd tout son argent et qu'il gagne 50 000 $ aux courses. Ils se marient, mais elle ne tarde pas à dépenser leur argent comme elle le dépensait auparavant.

## Fiche technique
- Titre original : Children of the Ritz
- Réalisation : John Francis Dillon
- Scénario : Cornell Woolrich[1]
- Photographie : James Van Trees
- Montage : LeRoy Stone
- Musique : Nat Shilkret et Lew Pollack (chanson Some Sweet Day)
- Production : First National Pictures
- Distribution : Warner Bros. Pictures, Inc.
- Date de sortie :
  - États-Unis : 3 mars 1929

## Distribution
- Dorothy Mackaill : Angela Pennington
- Jack Mulhall : Dewey Haines
- James Ford : Gil Pennington
- Richard Carlyle : Mr. Pennington
- Evelyn Hall : Mrs. Pennington
- Kathryn McGuire : Lyle Pennington
- Frank Crayne : le majordome
- Eddie Burns : Jerry Wilder
- Doris Dawson : Margie Haines
- Aggie Herring : Mrs. Haines
- Lee Moran : Gaffney